# Kleine Wiener Kriegszeitung
Die Kleine Wiener Kriegszeitung war eine nationalsozialistische Tageszeitung für das Gebiet des damaligen Österreichs.
Sie erschien zwischen 1. September 1944 und 7. April 1945, zuletzt nur mehr einseitig gedruckt. Sie entstand aus der Zusammenlegung der gleichgeschalteten Zeitungen Wiener Kronenzeitung, des Volksblattes, der Kleinen Volkszeitung und dem Kleinen Blatt.